# سوسة فراشية فضية الوسط
سوسة فراشية فضية الوسط (الاسم العلمي: Tinea argyrocentra) هي نوع من الحشرات تتبع جنس السوسة الفراشية من فصيلة السوسيات الفراشية.